# Summer of Love (U2)
Summer of Love is een nummer van de Ierse rockband U2 uit 2018. Het is de derde single van hun veertiende studioalbum Songs of Experience.
"Summer of Love" gaat over Syrische vluchtelingen. Het nummer werd enkel in Nederland een klein radiohitje. Het behaalde de 14e positie in de Nederlandse Tipparade.